# Chiesa di San Lorenzo a Vicchio di Rimaggio
La chiesa di San Lorenzo si trova a Vicchio di Rimaggio, frazione di Bagno a Ripoli in provincia di Firenze.

## Storia
La chiesa, forse costruita prima del XII secolo, viene menzionata per la prima volta nelle carte del monastero di S. Maria a Rosano nel 1129, anche se è sempre appartenuta al piviere di San Pietro a Ripoli. L'edificio è stato ristrutturato una prima volta tra Trecento e Quattrocento, poi nella seconda metà del Seicento, fino agli ultimi restauri, tra 1890 e 1928, che tesero a riportare la chiesa al presunto originale aspetto tre-quattrocentesco.

## Descrizione
La facciata è preceduta da un portico con pilastri ottagonali; sul portale, una lunetta affrescata con San Lorenzo e due angeli (secolo XV) alla maniera di Cosimo Rosselli.
Ha pianta rettangolare ad una sola navata, copertura a capriate lignee e una scarsella che funge da presbiterio, preceduta da un arco sorretto da due colonne in pietra serena.
La chiesa conserva una parte del patrimonio pittorico tre-quattrocentesco: una Madonna col Bambino è stata attribuita a un Maestro di Vicchio di Rimaggio, del primo Trecento, identificato anche con Andrea Orcagna (e quindi ipotizzata di datazione più tarda). Un affresco con Storie francescane (rimangono Il sogno di papa Innocenzo III, La prova del fuoco di San Francesco davanti al sultano e San Francesco riceve le stimmate) è stato attribuito a Cenni di Francesco di ser Cenni (1395-1405 circa) e, più recentemente a Bicci di Lorenzo. La tavola con lo Sposalizio mistico di Santa Caterina è invece concordemente attribuita a Cenni. Al lato destro del presbiterio, un tabernacolo in pietra serena con una lastra di rame raffigurante Sant'Elena (1460 circa).